# قنقلاش
قنقلاش (به لاتین: Qanqalaş) یک منطقه مسکونی در جمهوری آذربایجان است که در شهرستان آستارا و در دهیاری میکی واقع شده است.